# Palacio de Zea-Salvatierra
El Palacio de Zea-Salvatierra es un edificio barroco situado en la ciudad de Málaga, España.
Se trata de una edificación residencial de finales del siglo XVII y principios del XVIII, ubicada en el centro histórico, en la calle Císter. Fue propiedad del presbítero Francisco de Zea Salvatierra, a quien corresponde el escudo de la puerta. Después pasó a ser sede del Cabildo Municipal y más tarde de Correos. Hoy es propiedad de los herederos de José Gálvez Ginachero.
El interior está organizado alrededor de un patio de alquerías y capiteles corintios y ha sufrido alteraciones significativas a lo largo de los años.
Del exterior destaca la portada de dos plantas, decorada con los escudos de los fundadores de la casa sobre un frontón curvo y el balcón enmarcado en estilo barroco está soportado por un friso de triglifos.